# Caudron C.280
Caudron C.280 Phalène ("Moth") là một loại máy bay thông dụng dân sự chế tạo ở Pháp trong thập niên 1930. Nó có thể chở 2-3 hành kách trong một cabin kín. Quân đội Pháp cũng đặt mua loại máy bay này và đặt tên là C.400 và C.410.

## Biến thể
- C.280
  - C.280/2
  - C.280/6
  - C.280/9
- C.282 Super Phalene
  - C.280/4
  - C.282/8
  - C.282/10
- C.286
  - C.286/2
  - C.286/2.S4 và C.286/3.S4'
  - C.282/4 Super-Phalene
  - C.286/5 Super-Phalène
  - C.286/6 Super-Phalène
  - C.286/7 Super-Phalene
  - C.286/8 Super-Phalène
  - C.286/9 Super-Phalene
- C.289/2
- C.400
  - C.401
- C.410

## Quốc gia sử dụng
Belgian Congo
- Force Publique

 Pháp
- Không quân Pháp

 Cộng hòa Tây Ban Nha
EC-ZZZ - Caudron C.286
 Tây Ban Nha
- Không quân Quốc gia Tây Ban Nha

## Tính năng kỹ chiến thuật (C.282/6)
Đặc điểm tổng quát
- Kíp lái: 1
- Sức chứa: 2-3 hành khách
- Chiều dài: 8,25 m (27 ft 1 in)
- Sải cánh: 11,62 m (38 ft 1 in)
- Chiều cao: 2,05 m (6 ft 9 in)
- Diện tích cánh: 25,4 m2 (273 ft2)
- Trọng lượng rỗng: 1,100 kg (2,425 lb)
- Trọng lượng có tải: 550 kg (1,213 lb)
- Powerplant: 1 × Renault 4Pdi, 108 kW (150 hp)

Hiệu suất bay
- Vận tốc cực đại: 185 km/h (115 mph)
- Tầm bay: 850 km (528 dặm)
- Trần bay: 4,500 m (14.750 ft)

Danh sách liên quan
- Danh sách máy bay trong Chiến tranh Thế giới II